# Ottokar Menzel
Ottokar Menzel (* 31. Januar 1912 in Odessa; † 6. Februar 1945 in Berlin) war ein deutscher Historiker.

## Leben
Nach der Promotion zum Dr. phil. an der Friedrich-Wilhelms-Universität zu Berlin am 18. Juni 1936 war der Sohn von Theodor Menzel von 1936 bis 1938 Mitarbeiter bei den zum Reichsinstitut für ältere deutsche Geschichtskunde umgewandelten Monumenta Germaniae Historica. Am 22. Dezember 1938 heiratete er die zwei Jahre ältere Philosophin Hildegund Rogner. Er arbeitete 1938–1940 als Wissenschaftlicher Hilfsarbeiter im Statistischen Amt, wurde dann 1940 Wissenschaftlicher Mitarbeiter bei der Leibniz-Ausgabe der Preußischen Akademie der Wissenschaften Berlin und wirkte 1941–1945 als Mitarbeiter in der Kriegsgeschichtlichen Abteilung des Oberkommandos der Wehrmacht für die militärische Geschichtsschreibung. Nach seiner Habilitation in Kiel 1943 war er dort von 1944 bis 1945 Privatdozent für Mittelalterliche Geschichte. Wohl am 5. Februar 1945 erschoss er zunächst seine Frau Hildegund und dann sich selbst. Da die Leichen erst am 6. Februar aufgefunden wurden, gilt dieser Tag als offizieller Todestag.

## Schriften (Auswahl)
- Untersuchungen zur mittelalterlichen Geschichtsschreibung des Bistums Halberstadt. Magdeburg 1936, OCLC 50973881.
- Johannes Kymeus. Des Babsts Hercules wider die Deudschen Wittenberg 1538. Als Beitrag zum Nachleben des Nikolaus von Cues im 16. Jahrhundert. Heidelberg 1941, OCLC 883934736.
- Kaiser Karl IV. Selbstbiographie. Ein authentisches Zeitdokument aus der Geschichte des Heiligen Römischen Reiches Deutscher Nation im 14. Jahrhundert. Berlin 1943, OCLC 245895235.
- Das Leben der Liutbirg. Stuttgart 1978, ISBN 3-7772-7823-8. Digitalisat